# 中国海关管理干部学院
中国海关管理干部学院，教育部备案名是海关管理干部学院，是中华人民共和国的一所公办成人高等学校，位于河北省秦皇岛市，隶属于中华人民共和国海关总署。

## 历史沿革
1984年，海关管理干部学院成立。2000年11月，海关管理干部学院从广州迁址上海，并入上海海关高等专科学校（后更名为上海海关学院），合署办公。2012年3月，海关总署党组对海关院校布局优化调整工作进行了专题研究，决定将中国海关管理干部学院迁址秦皇岛，使用原海关总署秦皇岛培训学校校址，与上海海关学院分离。2012年10月22日，正式挂牌运行。